# Dahmer – Monster: The Jeffrey Dahmer Story
Dahmer – Monster: The Jeffrey Dahmer Story é a primeira temporada da série de televisão Monster, da Netflix. A temporada estreou em 21 de setembro de 2022. Os membros do elenco incluem Evan Peters, Richard Jenkins, Molly Ringwald, Michael Learned e Niecy Nash.

## Sinopse
Dahmer - Monster: The Jeffrey Dahmer Story aborda a história de um dos assassinos em série mais notórios da América, amplamente contada do ponto de vista das vítimas de Jeffrey Dahmer, e mergulha profundamente na incompetência e apatia da polícia que permitiu que o nativo de Wisconsin continuasse uma matança de vários anos. A série dramatiza pelo menos 10 casos em que Dahmer quase foi preso, mas acabou solto.

## Elenco e personagens

### Principal
- Evan Peters como Jeffrey Dahmer
- Richard Jenkins como Lionel Dahmer
- Molly Ringwald como Shari Dahmer
- Michael Learned como Catherine Dahmer
- Niecy Nash como Glenda Cleveland

### Recorrente
- Michael Beach como Dennis Murphy
- Shaun J. Brown como Tracy Edwards
- Colby French como Patrick Kennedy
- Penelope Ann Miller como Joyce Dahmer
- Dyllón Burnside como Ronald Flowers
- Karen Malina White como Shirley Hughes
- David Barrera como Philip Arreola

### Convidado
- Mac Brandt como Robert Rauth
- Grant Harvey como Rolf Mueller
- Matthew Alan como Joseph Gabrish
- Scott Michael Morgan como John Balcerzak
- Josh Braaten como Lionel Dahmer jovem
- Savannah Brown como Joyce Dahmer jovem
- Nick A. Fisher como Jeffrey Dahmer jovem
- Cameron Cowperthwaite como Steven Hicks
- Vince Hill-Bedford como Steven Tuomi
- Blake Cooper Griffin como Charles
- Matt Cordova como Detetive Rauss
- Rodney Burford como Tony Hughes
- Nikyla Boxley como Shirley Hughes jovem
- Karl Makinen como Clyde Reynolds
- Nigel Gibbs como Jesse Jackson
- Brandon Black como Dean Vaughn
- Raphael Sbarge como John Norquist
- Ken Lerner como Joe Zilber
- Khetphet "KP" Phagnasay como Southone Sinthasomphone
- Dominic Burgess como John Wayne Gacy
- Chris Greene como Capelão Adams
- Furly Mac como Christopher Scarver
- Linda Park como Julie Yang

## Episódios
| N.º | Título                                 | Dirigido por   | Escrito por                                             | Lançamento             |
| --- | -------------------------------------- | -------------- | ------------------------------------------------------- | ---------------------- |
| 1 | "Episode One"                          | Carl Franklin  | Ryan Murphy e Ian Brennan                               | 21 de setembro de 2022 |
| Depois de despistar a vizinha sobre o mau odor vindo de seu apartamento, Jeff vai a um bar local, onde um estranho aceita sua oferta tentadora.                          |                                        |                |                                                         |                        |
| 2 | "Please Don't Go"                      | Clement Virgo  | Ryan Murphy e Ian Brennan                               | 21 de setembro de 2022 |
| Na juventude, Jeff tem vários problemas em casa e na escola. Anos depois, seu comportamento estranho leva a assassinatos que passam despercebidos pela polícia.          |                                        |                |                                                         |                        |
| 3 | "Doin' A Dahmer"                       | Clement Virgo  | Ryan Murphy e Ian Brennan                               | 21 de setembro de 2022 |
| Após o divórcio turbulento dos pais, o jovem Jeff passa a morar sozinho e convida um desconhecido para sua casa.                                                         |                                        |                |                                                         |                        |
| 4 | "The Good Boy Box"                     | Jennifer Lynch | Ryan Murphy e Ian Brennan                               | 21 de setembro de 2022 |
| Desde o colégio até o exército, Jeff tem dificuldade para se estabilizar. Morando na casa da avó, ele começa a atrair jovens em bares gays.                              |                                        |                |                                                         |                        |
| 5 | "Blood On Their Hands"                 | Jennifer Lynch | Ian Brennan                                             | 21 de setembro de 2022 |
| Sem uma investigação policial concreta, a lista de vítimas de Jeff só aumenta. Após um encontro com um adolescente, Jeff é preso. Depois, ele passa a morar sozinho.     |                                        |                |                                                         |                        |
| 6 | "Silenced"                             | Paris Barclay  | David McMillan e Janet Mock                             | 21 de setembro de 2022 |
| O aspirante a modelo Tony se muda para Madison e conhece Jeff em um bar, iniciando um relacionamento por bilhetes que acaba tendo uma reviravolta.                       |                                        |                |                                                         |                        |
| 7 | "Cassandra"                            | Jennifer Lynch | Ian Brennan, Janet Mock e David McMillan                | 21 de setembro de 2022 |
| Glenda se encontra com um ativista importante e fala sobre suas experiências perturbadoras como vizinha de Jeff e como suas reclamações foram totalmente ignoradas.      |                                        |                |                                                         |                        |
| 8 | "Lionel"                               | Gregg Araki    | Ian Brennan e David McMillan                            | 21 de setembro de 2022 |
| Enquanto Jeff aguarda o julgamento, seu pai precisa lidar com os próprios problemas, a polícia de Milwaukee tenta manter a reputação e as vítimas contam suas histórias. |                                        |                |                                                         |                        |
| 9 | "The Bogeyman"                         | Jennifer Lynch | Ian Brennan, David McMillan e Reilly Smith              | 21 de setembro de 2022 |
| Apesar das terríveis memórias, Glenda, as vítimas e seus familiares tentam seguir em frente, enquanto Jeff causa confusão atrás das grades.                              |                                        |                |                                                         |                        |
| 10 | "God of Forgiveness, God of Vengeance" | Paris Barclay  | Ian Brennan, David McMillan, Reilly Smith e Todd Kubrak | 21 de setembro de 2022 |
| Na prisão, a fama de Jeff o transforma em alvo. Seus pais tentam seguir em frente, e Glenda tenta construir um memorial para as vítimas.                                 |                                        |                |                                                         |                        |

## Produção

### Desenvolvimento
Em 2 de outubro de 2020, o site Deadline anunciou que Ryan Murphy e Ian Brennan estariam desenvolvendo uma série sobre o assassino em série Jeffrey Dahmer para a Netflix. Em 16 de setembro de 2022, a Netflix anunciou que o título da temporada seria Dahmer – Monster: The Jeffrey Dahmer Story e que estrearia em 21 de setembro de 2022.

### Seleção de elenco
Em 2 de outubro de 2020, o ator Richard Jenkins juntou-se ao elenco da temporada. Ele interpretará Lionel Dahmer, pai de Dahmer. Em 23 de março de 2021, os atores Evan Peters, Penelope Ann Miller, Niecy Nash, Shaun J. Brown e Colin Ford juntaram-se ao elenco da temporada. Evan interpretará o assassino em série Jeffrey Dahmer; Penelope interpretará Joyce Dahmer, mãe de Dahmer; Niecy interpretará Glenda Cleveland, vizinha de Dahmer; Shaun interpretará Tracy Edwards, última vítima de Dahmer; Colin interpretará Chazz. Em 31 de março de 2021, a atriz Michael Learned juntou-se ao elenco da temporada. Ela interpretará Catherine Dahmer, avó de Dahmer.

### Filmagens
As filmagens ocorreram entre março e setembro de 2021.